# شارع سعد زغلول (دسوق)
شارع سعد زغلول، أحد أشهر الشوارع التجارية بمدينة دسوق المصرية وأكثرها إزدحاماً. يُعرف بين عموم أهل المدينة باسم شارع سعد. يتبع الشارع رئاسة حي جنوب دسوق.

## الوصف العام
يبدأ الشارع من جهة الجنوب تقريباً من الميدان الإبراهيمي بوسط المدينة؛ أي يبدأ من الجهة الجنوبية من مسجد إبراهيم الدسوقي، ويتجه شمالاً لينتهي بميدان المحطة الذي يوجد به كنيسة الشهيد مار جرجس. يبلغ طوله حوالي نصف كيلومتر تقريباً.
يوجد بالشارع فرع لبنك مصر للمعاملات الإسلامية  وفرع لبنك الإسكندرية.

## من معالم الشارع

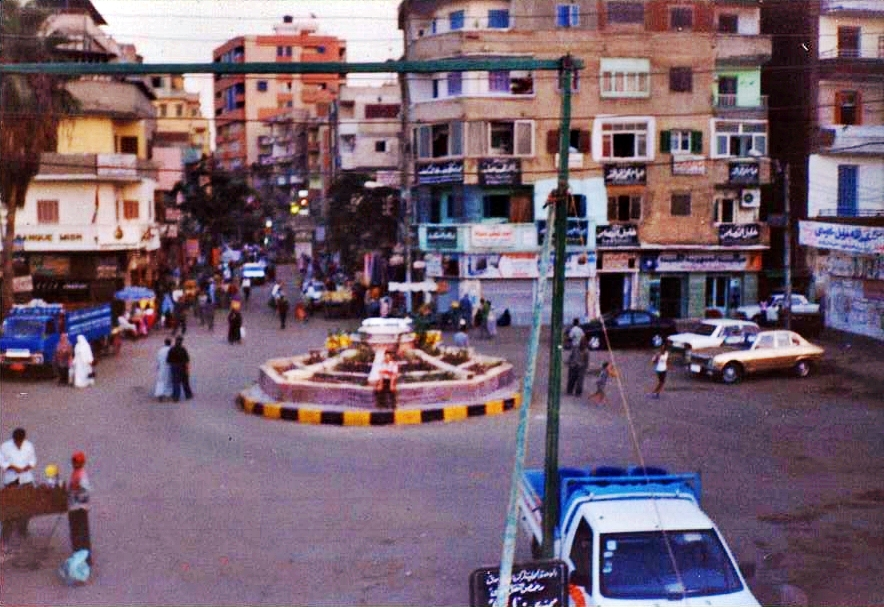
ميدان المحطة، وبه يبدأ الشارع جهة الشمال.
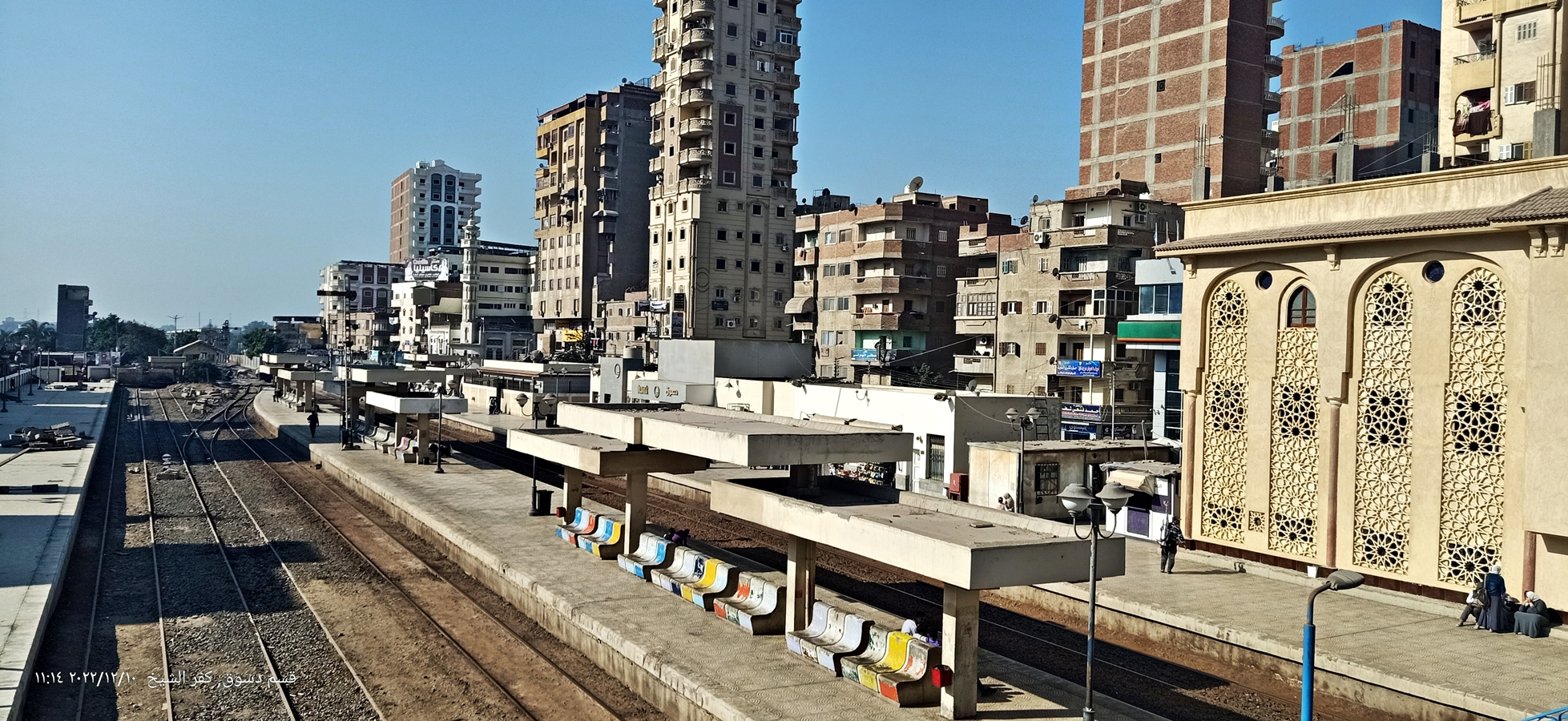
يطل المدخل الجنوبي لمحطة قطارات دسوق على ميدان المحطة.
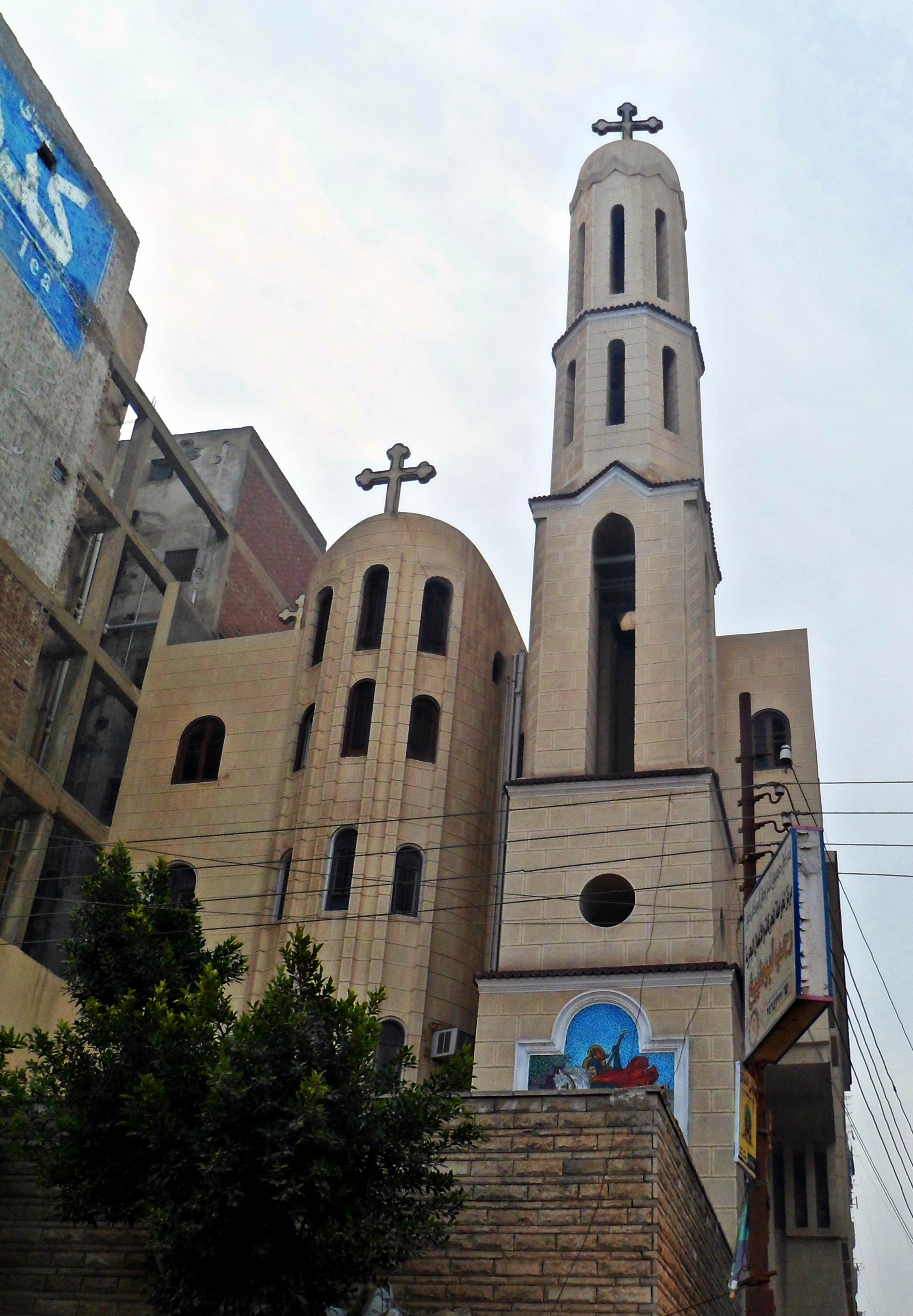
كنيسة مار جرجس القريبة من الشارع.

## مشكلات عامة
يظهر بالشارع الزحام الشديد للمارة بحكم أنه شارع تجاري، بجانب وجود العديد من إشغالات الطريق  واحتلال الأرصفة من قِبل الباعة الجائلين وأصحاب المحال التجارية، مما يُعيق الحركة المرورية للسيارات بشكل كامل تقريباً في معظم الأوقات.